# スカ料理
スカ料理（スカりょうり）は、秋田県のマタギら山村民に古来から伝わる料理の一つで、野ウサギの消化器の糞などの内容物を食材として使った料理。
「スカ」という語は、マタギ言葉に由来するとされるが、その語源ははっきりしない。

## 概要
ウサギは冬の時期に木の芽などを食べるため、腸の中にはそれらの芽が完全に消化されていない状態で詰まっており、この状態の腸を糞と一緒にそのまま腸詰めのように調理するか、もしくは腸から取り出した中身を調理するものである。秋田県由利郡（現・由利本荘市）などのマタギらに伝わっており、県内の各地域にも類例が見られる。
マタギの食習慣は、一般人からは奇妙にも見えるが、実際にはウサギを冬季の栄養源として余すことなく利用するためにマタギが重ねてきた苦心の成果であり、食べられるものは何でも食べなければ生きていけない、マタギの苦しい食生活の歴史の現れとも考えられている。

### 由利本荘市
由利郡鳥海町（現在の由利本荘市内陸部）百宅や笹子に伝わる料理法は、ウサギの腹から中身の詰まったままの消化器を取り出し、食道と直腸の両端を糸で結んでソーセージ状にし、ゆでたり焼いたりして食べるものである。深山で木の新芽を食べたウサギ、特に午前中に獲れたものが食材に適しており、午後のウサギは腸の中身が粒状になるために不適といわれる。中でもタラノキ、サンショウ、ロウバイ、エゴノキの新芽を食べたウサギは風味が良いという。ウサギがクロモジなどの落葉広葉樹の樹皮や木の芽しか食べられない1月以降、それも餌を食べてから消化が進んでいない午前中に狩ったものが美味ともいい、秋から真冬にかけて針葉樹の皮や青草を食べる野ウサギは苦くて食べられないともいう。同村の猿倉部落では、中身の詰まった腸をぶつ切りにして佃煮にしたものを「スカの甘煮」といい、昭和以降まで作られ続けていた。

### 北秋田市（旧・森吉町）
北秋田郡森吉町（現・北秋田市）阿仁前田では、腸内の中身のうち、肛門付近の糞を取り除き、未消化の新芽のみを取り出して1か月間塩漬けにして塩辛にして食べたといい、貝焼き料理には必ず入れたという。新芽の苦味が美味とされる。

### 北秋田市（旧・阿仁町）
名称は異なるが、阿仁町（現・北秋田市）のマタギにはウサギの内臓料理が「ヨドミ」「ウチ」の名で伝わっており、こちらも木の芽など中身の詰まったままの小腸を煮た料理である。ウサギの食べたクロモジの香りに加え、内臓の消化液の味がほろ苦く独特な風味をかもし出しているが、マタギ以外の人間には食べ慣れない味でもある。またウサギではないが、阿仁のマタギはカモシカの小腸の中身を「ヨドミ」と呼んで食べる習慣もある。アユの内臓の塩漬けのような味が美味とされ、前述のクロモジやカエデの芽を食べたカモシカのものが美味という。マタギたちの間ではこれが格別の美味とされるため、他の食材でも美味のことを「ヨドミの味がする」と表現する。

## 類例
マタギ以外にも同様の料理が伝わっている。仙北郡角館町（現・仙北市）の武家では「ニンゲン」または「ニゲ」「ニゲン」といって、ウサギの小腸内にある未消化のブナやナラなどを、ささがきゴボウやコビ豆腐（豆腐を作る際の余剰物）などとともに調理した料理が伝わっている。阿仁同様にアユの内臓の塩辛を思わせるほろ苦い味が特徴のため、名称は「苦源」の意との説もある。酒の肴に最適とされ、旧藩時代の武士たちにとっては冬の栄養料理としても欠かせないものだった。同郡西木村（現・仙北市）上桧木内では小腸の中身を「ホロあえ」、同郡田沢湖町生保内（現・同）では「ホロホロ」と呼んで食べており、やはり「ほろ苦い」が名の由来と考えられている。これら両地方では、阿仁同様にクロモジを食べたウサギのものを美味としている。
腸の中身を直接食べる料理ではないが、角館町東勝楽丁のある家では同じく「ニゲ」といって、腸から搾り出した中身とウサギの肝臓を出汁とし、ウサギの頭部と骨をすりつぶして作った団子や野菜を具とした鍋料理があった。大正時代末期まで冬季の御馳走とされ、汁が栄養豊富として子供に勧める料理でもあった。角館町のある商家においても「山ウサギのネギづくり」といって、ウサギの腸を糸で結んで中身が溢れないようにし、ウサギ1匹丸ごと水煮にし、ネギ、ささがきゴボウ、おからを加えて食べる料理が伝わる。食べる際には腸の中身を取り除くものの、味付けにはに腸の中身や内臓の出汁味の付いた煮汁を利用している。この地方のウサギ料理の中では最も原始的で古風なものの一つであり、大正中期までの古い商家では、美味の栄養食として冬季に必ず食べたという。
考古学においては、石器時代に食塩の採取方法を知らなかった人間は、動物の内臓を食べることによって塩分を得ていたという説があり、秋田に伝わるこれらの料理はこの名残りとする見方もある。